# ブルステム空軍基地
座標: 北緯50度47分20秒 東経5度11分40秒 / 北緯50.788954度 東経5.194559度
ブルステム空軍基地（ブルステムくうぐんきち、フランス語: Base aérienne de Brustem）は、ベルギー王国リンブルフ州のシント＝トロイデン南東のブルステム（fr:Brustem）にかつてあった軍用飛行場。
1957年にベルギー空軍の戦闘機学校が置かれるが、基地は1996年11月18日に閉鎖される。